# Jam Track
Jam Track  (von Jam-Session und Tonspur (Track) hergeleitet) bezeichnet ein musikalisches Arrangement aus Begleitinstrumenten, die einen Hintergrund bilden, über dem ein Solomusiker improvisieren bzw. alleine die Improvisationen üben kann. Häufig basiert ein Jam Track auf musikalischen Standards wie etwa dem Blues-Schema oder bekannten Jazz-Akkordverbindungen.  